# Danh sách tiểu hành tinh: 12501–12600
| Tên                | Tên đầu tiên | Ngày phát hiện       | Nơi phát hiện                      | Người phát hiện                                  |
| ------------------ | ------------ | -------------------- | ---------------------------------- | ------------------------------------------------ |
| 12501 Nord         | 1998 FL66    | 20 tháng 3 năm 1998  | Socorro                            | LINEAR                                           |
| 12502 -            | 1998 FO68    | 20 tháng 3 năm 1998  | Socorro                            | LINEAR                                           |
| 12503 -            | 1998 FC75    | 24 tháng 3 năm 1998  | Socorro                            | LINEAR                                           |
| 12504 Nuest        | 1998 FS75    | 24 tháng 3 năm 1998  | Socorro                            | LINEAR                                           |
| 12505 -            | 1998 FN77    | 24 tháng 3 năm 1998  | Socorro                            | LINEAR                                           |
| 12506 Pariser      | 1998 FR108   | 31 tháng 3 năm 1998  | Socorro                            | LINEAR                                           |
| 12507 -            | 1998 FZ109   | 31 tháng 3 năm 1998  | Socorro                            | LINEAR                                           |
| 12508 -            | 1998 FZ113   | 31 tháng 3 năm 1998  | Socorro                            | LINEAR                                           |
| 12509 Pathak       | 1998 FY117   | 31 tháng 3 năm 1998  | Socorro                            | LINEAR                                           |
| 12510 -            | 1998 FM121   | 20 tháng 3 năm 1998  | Socorro                            | LINEAR                                           |
| 12511 Patil        | 1998 FQ121   | 20 tháng 3 năm 1998  | Socorro                            | LINEAR                                           |
| 12512 Split        | 1998 HW7     | 21 tháng 4 năm 1998  | Đài thiên văn Zvjezdarnica Višnjan | Đài thiên văn Zvjezdarnica Višnjan               |
| 12513 Niven        | 1998 HC20    | 27 tháng 4 năm 1998  | Prescott                           | P. G. Comba                                      |
| 12514 Schommer     | 1998 HM26    | 20 tháng 4 năm 1998  | Kitt Peak                          | Spacewatch                                       |
| 12515 Suiseki      | 1998 HE43    | 30 tháng 4 năm 1998  | Kitt Peak                          | Spacewatch                                       |
| 12516 -            | 1998 HB45    | 20 tháng 4 năm 1998  | Socorro                            | LINEAR                                           |
| 12517 Grayzeck     | 1998 HD52    | 30 tháng 4 năm 1998  | Anderson Mesa                      | LONEOS                                           |
| 12518 -            | 1998 HM52    | 27 tháng 4 năm 1998  | Woomera                            | F. B. Zoltowski                                  |
| 12519 Pullen       | 1998 HH55    | 21 tháng 4 năm 1998  | Socorro                            | LINEAR                                           |
| 12520 -            | 1998 HV78    | 21 tháng 4 năm 1998  | Socorro                            | LINEAR                                           |
| 12521 -            | 1998 HT95    | 21 tháng 4 năm 1998  | Socorro                            | LINEAR                                           |
| 12522 Rara         | 1998 HL99    | 21 tháng 4 năm 1998  | Socorro                            | LINEAR                                           |
| 12523 -            | 1998 HH100   | 21 tháng 4 năm 1998  | Socorro                            | LINEAR                                           |
| 12524 Conscience   | 1998 HG103   | 25 tháng 4 năm 1998  | La Silla                           | E. W. Elst                                       |
| 12525 -            | 1998 HT147   | 23 tháng 4 năm 1998  | Socorro                            | LINEAR                                           |
| 12526 de Coninck   | 1998 HZ147   | 25 tháng 4 năm 1998  | La Silla                           | E. W. Elst                                       |
| 12527 Anneraugh    | 1998 JE3     | 1 tháng 5 năm 1998   | Anderson Mesa                      | LONEOS                                           |
| 12528 -            | 1998 KL31    | 22 tháng 5 năm 1998  | Socorro                            | LINEAR                                           |
| 12529 Reighard     | 1998 KG41    | 22 tháng 5 năm 1998  | Socorro                            | LINEAR                                           |
| 12530 Richardson   | 1998 KO46    | 22 tháng 5 năm 1998  | Socorro                            | LINEAR                                           |
| 12531 -            | 1998 KQ51    | 23 tháng 5 năm 1998  | Socorro                            | LINEAR                                           |
| 12532 -            | 1998 KW54    | 23 tháng 5 năm 1998  | Socorro                            | LINEAR                                           |
| 12533 Edmond       | 1998 LA      | 2 tháng 6 năm 1998   | Zeno                               | T. Stafford                                      |
| 12534 Janhoet      | 1998 LB3     | 1 tháng 6 năm 1998   | La Silla                           | E. W. Elst                                       |
| 12535 -            | 1998 MZ30    | 24 tháng 6 năm 1998  | Socorro                            | LINEAR                                           |
| 12536 -            | 1998 MD33    | 24 tháng 6 năm 1998  | Socorro                            | LINEAR                                           |
| 12537 Kendriddle   | 1998 MT34    | 24 tháng 6 năm 1998  | Socorro                            | LINEAR                                           |
| 12538 -            | 1998 OH      | 19 tháng 7 năm 1998  | Haleakala                          | NEAT                                             |
| 12539 Chaikin      | 1998 OP2     | 16 tháng 7 năm 1998  | Kitt Peak                          | Spacewatch                                       |
| 12540 Picander     | 1998 OU9     | 26 tháng 7 năm 1998  | La Silla                           | E. W. Elst                                       |
| 12541 Makarska     | 1998 PD1     | 15 tháng 8 năm 1998  | Đài thiên văn Zvjezdarnica Višnjan | Đài thiên văn Zvjezdarnica Višnjan               |
| 12542 Laver        | 1998 PN1     | 10 tháng 8 năm 1998  | Reedy Creek                        | J. Broughton                                     |
| 12543 -            | 1998 QM5     | 23 tháng 8 năm 1998  | Woomera                            | F. B. Zoltowski                                  |
| 12544 -            | 1998 QX9     | 17 tháng 8 năm 1998  | Socorro                            | LINEAR                                           |
| 12545 -            | 1998 QT19    | 17 tháng 8 năm 1998  | Socorro                            | LINEAR                                           |
| 12546 -            | 1998 QJ21    | 17 tháng 8 năm 1998  | Socorro                            | LINEAR                                           |
| 12547 -            | 1998 QL22    | 17 tháng 8 năm 1998  | Socorro                            | LINEAR                                           |
| 12548 Erinriley    | 1998 QJ25    | 17 tháng 8 năm 1998  | Socorro                            | LINEAR                                           |
| 12549 -            | 1998 QO26    | 17 tháng 8 năm 1998  | Socorro                            | LINEAR                                           |
| 12550 -            | 1998 QR30    | 17 tháng 8 năm 1998  | Socorro                            | LINEAR                                           |
| 12551 -            | 1998 QQ39    | 17 tháng 8 năm 1998  | Socorro                            | LINEAR                                           |
| 12552 -            | 1998 QQ45    | 17 tháng 8 năm 1998  | Socorro                            | LINEAR                                           |
| 12553 Aaronritter  | 1998 QZ46    | 17 tháng 8 năm 1998  | Socorro                            | LINEAR                                           |
| 12554 -            | 1998 QA47    | 17 tháng 8 năm 1998  | Socorro                            | LINEAR                                           |
| 12555 -            | 1998 QP47    | 17 tháng 8 năm 1998  | Socorro                            | LINEAR                                           |
| 12556 Kyrobinson   | 1998 QG48    | 17 tháng 8 năm 1998  | Socorro                            | LINEAR                                           |
| 12557 Caracol      | 1998 QQ54    | 27 tháng 8 năm 1998  | Anderson Mesa                      | LONEOS                                           |
| 12558 -            | 1998 QV63    | 31 tháng 8 năm 1998  | Xinglong                           | Chương trình tiểu hành tinh Bắc Kinh Schmidt CCD |
| 12559 -            | 1998 QB69    | 24 tháng 8 năm 1998  | Socorro                            | LINEAR                                           |
| 12560 -            | 1998 RC58    | 14 tháng 9 năm 1998  | Socorro                            | LINEAR                                           |
| 12561 Howard       | 1998 SX7     | 20 tháng 9 năm 1998  | Kitt Peak                          | Spacewatch                                       |
| 12562 Briangrazer  | 1998 SP36    | 19 tháng 9 năm 1998  | Kitt Peak                          | Spacewatch                                       |
| 12563 -            | 1998 SA43    | 20 tháng 9 năm 1998  | Xinglong                           | Chương trình tiểu hành tinh Bắc Kinh Schmidt CCD |
| 12564 -            | 1998 SO49    | 22 tháng 9 năm 1998  | Đài thiên văn Bergisch Gladbach    | W. Bickel                                        |
| 12565 Khege        | 1998 SV53    | 16 tháng 9 năm 1998  | Anderson Mesa                      | LONEOS                                           |
| 12566 Derichardson | 1998 SH54    | 16 tháng 9 năm 1998  | Anderson Mesa                      | LONEOS                                           |
| 12567 Herreweghe   | 1998 SU71    | 21 tháng 9 năm 1998  | La Silla                           | E. W. Elst                                       |
| 12568 Kuffner      | 1998 VB5     | 11 tháng 11 năm 1998 | Đài thiên văn Zvjezdarnica Višnjan | K. Korlević                                      |
| 12569 -            | 1998 VC29    | 10 tháng 11 năm 1998 | Socorro                            | LINEAR                                           |
| 12570 -            | 1998 WV5     | 18 tháng 11 năm 1998 | Nachi-Katsuura                     | Y. Shimizu, T. Urata                             |
| 12571 -            | 1999 NM2     | 12 tháng 7 năm 1999  | Socorro                            | LINEAR                                           |
| 12572 Sadegh       | 1999 NN8     | 13 tháng 7 năm 1999  | Socorro                            | LINEAR                                           |
| 12573 -            | 1999 NJ53    | 12 tháng 7 năm 1999  | Socorro                            | LINEAR                                           |
| 12574 LONEOS       | 1999 RT      | 4 tháng 9 năm 1999   | Fountain Hills                     | C. W. Juels                                      |
| 12575 Palmaria     | 1999 RH1     | 4 tháng 9 năm 1999   | Monte Viseggi                      | P. Pietrapriana, L. Sannino                      |
| 12576 Oresme       | 1999 RP1     | 5 tháng 9 năm 1999   | Prescott                           | P. G. Comba                                      |
| 12577 Samra        | 1999 RA13    | 7 tháng 9 năm 1999   | Socorro                            | LINEAR                                           |
| 12578 Bensaur      | 1999 RF17    | 7 tháng 9 năm 1999   | Socorro                            | LINEAR                                           |
| 12579 Ceva         | 1999 RA28    | 5 tháng 9 năm 1999   | Bologna                            | Osservatorio San Vittore                         |
| 12580 Antonini     | 1999 RM33    | 8 tháng 9 năm 1999   | Saint-Michel-sur-Meurthe           | L. Bernasconi                                    |
| 12581 Rovinj       | 1999 RE34    | 8 tháng 9 năm 1999   | Đài thiên văn Zvjezdarnica Višnjan | Đài thiên văn Zvjezdarnica Višnjan               |
| 12582 -            | 1999 RY34    | 11 tháng 9 năm 1999  | Višnjan Observatory                | Višnjan Observatory                              |
| 12583 Buckjean     | 1999 RC35    | 11 tháng 9 năm 1999  | High Point                         | D. K. Chesney                                    |
| 12584 -            | 1999 RF36    | 12 tháng 9 năm 1999  | Đài thiên văn Zvjezdarnica Višnjan | Đài thiên văn Zvjezdarnica Višnjan               |
| 12585 Katschwarz   | 1999 RN64    | 7 tháng 9 năm 1999   | Socorro                            | LINEAR                                           |
| 12586 -            | 1999 RQ81    | 7 tháng 9 năm 1999   | Socorro                            | LINEAR                                           |
| 12587 -            | 1999 RD95    | 7 tháng 9 năm 1999   | Socorro                            | LINEAR                                           |
| 12588 -            | 1999 RR98    | 7 tháng 9 năm 1999   | Socorro                            | LINEAR                                           |
| 12589 -            | 1999 RR114   | 9 tháng 9 năm 1999   | Socorro                            | LINEAR                                           |
| 12590 -            | 1999 RN125   | 9 tháng 9 năm 1999   | Socorro                            | LINEAR                                           |
| 12591 -            | 1999 RT133   | 9 tháng 9 năm 1999   | Socorro                            | LINEAR                                           |
| 12592 -            | 1999 RD134   | 9 tháng 9 năm 1999   | Socorro                            | LINEAR                                           |
| 12593 Shashlov     | 1999 RQ136   | 9 tháng 9 năm 1999   | Socorro                            | LINEAR                                           |
| 12594 -            | 1999 RU145   | 9 tháng 9 năm 1999   | Socorro                            | LINEAR                                           |
| 12595 Amandashaw   | 1999 RD149   | 9 tháng 9 năm 1999   | Socorro                            | LINEAR                                           |
| 12596 Shukla       | 1999 RT154   | 9 tháng 9 năm 1999   | Socorro                            | LINEAR                                           |
| 12597 -            | 1999 RL158   | 9 tháng 9 năm 1999   | Socorro                            | LINEAR                                           |
| 12598 Sierra       | 1999 RC159   | 9 tháng 9 năm 1999   | Socorro                            | LINEAR                                           |
| 12599 Singhal      | 1999 RT160   | 9 tháng 9 năm 1999   | Socorro                            | LINEAR                                           |
| 12600 -            | 1999 RM177   | 9 tháng 9 năm 1999   | Socorro                            | LINEAR                                           |